# Корсаковське сільське поселення (Хабаровський район)
Корсако́вське сільське поселення (рос. Корсаковское сельское поселение) — сільське поселення у складі Хабаровського району Хабаровського краю Росії.
Адміністративний центр — село Красноріченське.

## Історія
Станом на 2002 рік існувала Корсаковська сільська адміністрація (села Корсаково-1, Корсаково-2, Красноріченське, Новотроїцьке, Рощино), пізніше село Новотроїцьке увійшло до складу Бичихинського сільського поселення.

## Населення
Населення сільського поселення становить 4437 осіб (2019; 3851 у 2010, 4166 у 2002).

## Склад
До складу сільського поселення входять:
| Населений пункт       | Населення, осіб (2002) | Населення, осіб (2010) |
| --------------------- | ---------------------- | ---------------------- |
| Корсаково-1, село     | 980                    | 874                    |
| Корсаково-2, село     | 41                     | 66                     |
| Красноріченське, село | 2391                   | 2165                   |
| Рощино, село          | 754                    | 746                    |